# Gabi Garcia
Gabrielle "Gabi" Garcia (Porto Alegre, 17 de novembro de 1985) é uma lutadora de Jiu-jítsu brasileiro, Muay Thai, Wrestling e MMA brasileira, nove vezes medalha de ouro no Campeonato Mundial de Jiu-Jitsu e quatro vezes medalha de ouro no ADCC. É membro do Hall da Fama do International Brazilian Jiu-Jitsu Federation (IBJJF). Atualmente luta pela organização japonesa de MMA, Rizin Fighting Federation.

## The Ultimate Fighter
Gabi foi uma das convidadas a participar da 3ª edição brasileira do reality show de lutas The Ultimate Fighter, em 2014, no time de Wanderlei Silva.

## Vida pessoal
Em 31 de agosto de 2017, Gabi se casou com o atleta de Levantamento de peso e de CrossFit, Bruno Almeida.

## Títulos

### Campeonato Mundial de Jiu-Jitsu
- Categoria +74kg - 2008, 2010, 2011 e 2012[2]
- Categoria Absoluto - 2010, 2011, 2012, 2013 e 2014[2]

### ADCC
- Categoria +60kg - 2011, 2013, 2017 e 2019[2][8]

### Campeonato Pan-americano de Jiu-Jitsu
- Categoria +74kg - 2010, 2011, 2012 e 2013[2]
- Categoria +80kg - 2015 e 2019[2][9]
- Categoria Absoluto - 2010, 2011, 2012, 2013 e 2014[2]
- Categoria Absoluto - 2010, 2011, 2012, 2013, 2015 e 2019[2][9]

### Fight 2 Win 114
- Peso Pesado GI - 2019[10]

### Fight 2 Win 142
- Peso Pesado Black Belt NOGI - 2020[11]

## Outras conquistas

### Campeonato Mundial de Jiu-Jitsu
- Categoria + 74kg - 2013 (Medalha de Prata)[2]

### Campeonato Pan-americano de Jiu-Jitsu
- Categoria Absoluto - 2011 (Medalha de Prata)[2]

## Cartel no Jiu-Jitsu
- 73 lutas[2]
- 68 vitórias
- 5 derrotas

## Cartel no MMA
| Cartel no MMA   |            |           |
| 7 lutas         | 6 vitórias | 0 derrota |
| Por nocaute     | 2          | 0         |
| Por finalização | 4          | 0         |
| No contest      | 1          | 1         |

| Res.          | Cartel  | Oponente           | Método                                   | Evento                                                     | Data                   | Round | Tempo | Local          | Notas                                              |
| ------------- | ------- | ------------------ | ---------------------------------------- | ---------------------------------------------------------- | ---------------------- | ----- | ----- | -------------- | -------------------------------------------------- |
| Vitória       | 6–0     | Barbara Nepomuceno | Finalização (Americana)                  | RIZIN 14                                                   | 31 de dezembro de 2018 | 1     | 2:39  | Saitama, Japão |                                                    |
| Vitória       | 5–0     | Veronika Futina    | Finalização (Mata-Leão)                  | Road FC 47                                                 | 12 de maio de 2018     | 1     | 3:49  | Beijing, China |                                                    |
| Sem resultado | 4–0 (1) | Oksana Gagloeva    | Sem resultado (Dedo no olho)             | Rizin World Grand Prix 2017 Opening Round - Part 1         | 30 de julho de 2017    | 1     | 0:16  | Saitama, Japão | Dedo no olho deixou Gagloeva incapaz de continuar. |
| Vitória       | 4–0     | Yumiko Hotta       | Nocaute técnico (Socos)                  | Rizin 4: Rizin Fighting World Grand Prix 2016: Final Round | 31 de dezembro de 2016 | 1     | 0:41  | Saitama, Japão |                                                    |
| Vitória       | 3–0     | Destanie Yarbrough | Finalização (Americana)                  | Rizin World Grand-Prix 2016: 1st Round                     | 25 de setembro de 2016 | 1     | 2:42  | Saitama, Japão |                                                    |
| Vitória       | 2–0     | Anna Malyukova     | Finalização (Chave de braço)             | Rizin Fighting Federation 1                                | 17 de abril de 2016    | 2     | 2:04  | Nagoya, Japão  |                                                    |
| Vitória       | 1-0     | Lei'D Tapa         | Nocaute técnico (Soco giratório e socos) | Rizin Fighting World GP 2015: Iza no Mai                   | 31 de dezembro de 2015 | 1     | 2:36  | Saitama, Japão |                                                    |